# Ichneumon jugicola
Ichneumon jugicola är en stekelart som beskrevs av Heinrich 1949. Ichneumon jugicola ingår i släktet Ichneumon och familjen brokparasitsteklar. Inga underarter finns listade i Catalogue of Life.